# Subramanian Bhupathy
Subramanian Bhupathy, también escrito Subramaniam Bhupathy, (* 17 de julio de 1962 en Nayaganaipiriyal, Tamil Nadu, India; † 28 de abril de 2014 en las montañas Agastyamalai, Kerala, India) fue herpetólogo, ornitólogo y Biólogo de conservación. 

## Formación
Bhupathy obtuvo una Maestría universitaria en ciencias de la AVC Colegio Benéfico Anbanathapuram Vahaira, Mayiladuthurai, India en 1985. Luego se mudó a la Universidad de Rajasthan en Jaipur, Rajasthan, India, donde recibió su Doctorado de Filosofía (Ph.D.) en Zoología (Ornitología) en 1991. Durante su doctorado, trabajó de 1985 a 1990 como investigador junior para la BNHS Sociedad de Historia Natural de Bombay, Mumbai, Maharashtra, India.

## Trabajo científico
De 1991 a 1993, Bhupathy realizó investigaciones como científico en el Instituto de la Vida Salvaje de la India (WII Wildlife Institute of India) en Dehradun, la capital de Uttarakhand, en el norte de la India. En 1994 recibió un puesto como científico en el SACON Sálim Ali Centre for Ornithology Natural History, Coimbatore, Tamil Nadu, India, donde ocupó la posición de científico sénior desde 1999.
Su trabajo se centró en lagartos y serpientes, especialmente la Python molurus, así como en aves y tortugas marinas. Además, estuvo involucrado en la conservación de especies e investigó la mortalidad de reptiles por causas antropogénicas como el tráfico. Muchos de sus estudios se llevaron a cabo en el sur de los Ghats occidentales, que es biogeográficamente una importante zona ecológica de biodiversidad en la India.

## Trabajo de la comisión en la UICN
Desde 1991, Bhupathy ha sido miembro del Species Survival Commission Grupo de especialistas en reptiles del sur y sudeste asiático de la UICN Unión Internacional para la Conservación de la Naturaleza, que también publica la Lista Roja de la UICN. En 1994 se trasladó al Species Survival Commission Grupo de especialistas en tortugas.

## Honores
En 2015, Bhupathy recibió póstumamente el Premio de Apreciación a la Conservación de Tortugas del Grupo de Especialistas en Tortugas de la UICN. El premio se otorga póstumamente a científicos desde 2010. El texto de la dedicatoria decía:

For Significant Contributions to the Conservation and Biology of Indian Chelonians, and in Honor and Appreciation of His Leadership and Commitment to Turtle and Tortoise Conservation.
UICN, 2015

Por contribuciones significativas a la conservación y biología de las tortugas verdes de la India y en honor y reconocimiento a su compromiso como pionero en la conservación de las tortugas marinas y terrestres.
En honor a él y en memoria de su dedicado trabajo científico, las especies recién descubiertas Nasikabatrachus bhupathi (2017), Uropeltis bhupathi (2018) y Bufoides bhupathyi (2023) recibieron su nombre.

## Abreviatura (zoología)
La abreviatura Bhupathy  se emplea para indicar a Subramanian Bhupathy como autoridad en la descripción y taxonomía en zoología.

## Vida personal
Subramanian Bhupathy estaba casado con su esposa Panchanathan desde 1994. Juntos tuvieron dos hijos, una hija, Chitra Bhupathy, y un hijo, Suntharam Bhupathy. El 28 de abril de 2014, Bhupathy murió en un accidente mientras realizaba una investigación de campo en el área tribal Kani de las montañas Agastyamalai en Kerala.